# محمدحسین قریب

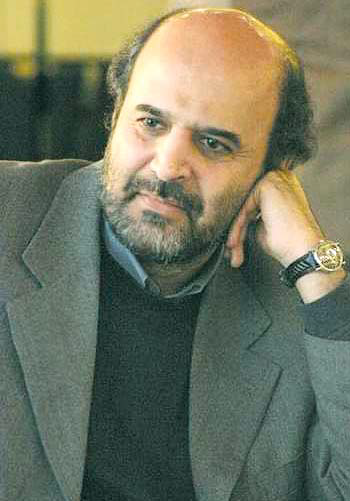
قریب (دی ۱۳۸۲)

حسین‌علی قریب معروف به حسین قریب یا محمدحسین قریب پژوهشگر ایرانی حوزه سیاستگذاری و اقتصاد است. او مدتی مدیرعامل و رئیس هیئت مدیره باشگاه فوتبال استقلال تهران بود.

## مدیریت در باشگاه استقلال
علی فتح‌الله‌زاده در روز ۳۰ اردی‌بهشت ۱۳۸۲ و پیش از پایان فصل جای خود را به محمدحسین قریب داد. دورهٔ اول مدیریت فتح‌الله‌زاده در استقلال با صعود تیم ملی فوتبال ایران به جام جهانی ۱۹۹۸ فرانسه همزمان بود. ایجاد ارتباط باشگاه استقلال با باشگاه‌های اروپایی و انتقال شماری از ملی‌پوشان استقلال به اروپا در این دوره موجب بهبود اوضاع مالی باشگاه گردید.
محمدحسین قریب در اواخر دههٔ ۱۳۶۰ مدتی در هیئت مدیرهٔ استقلال حضور داشت و مدت کوتاهی از فروردین تا آبان ۱۳۷۵ به‌طور موقت سرپرستی باشگاه را بر عهده داشت. او در ۳۰ اردیبهشت ۱۳۸۲ در حالی به عنوان مدیر استقلال منصوب شد که هیئت مدیرهٔ باشگاه ترکیب کادر فنی استقلال برای فصل آینده را با سرمربیگری امیر قلعه‌نویی مشخص و قطعی کرده بود. قریب پس از دو فصل حضور در استقلال از مدیریت باشگاه کنار رفت و کاظم اولیایی برای چند ماه از تیر تا بهمن ۱۳۸۴ سرپرستی استقلال را بر عهده گرفت. در بهمن ۱۳۸۴ با نظر وزارت رفاه و تأمین اجتماعی که مجمع باشگاه استقلال را در اختیار داشت، قریب بار دیگر به عنوان مدیر استقلال نصب گردید. قلعه‌نویی در دوران مدیریت قریب برنامهٔ سه ساله‌ای را برای جوان‌گرایی در باشگاه استقلال ارائه داد که در سال سوم (فصل ۸۵–۱۳۸۴) به قهرمانی استقلال در لیگ برتر انجامید.
در مهر ماه ۱۳۸۵ با تغییر وزیر رفاه (رئیس وقت مجمع باشگاه استقلال)، کرسی مدیریت باشگاه استقلال نیز دستخوش دگرگونی شد. قریب از سمت خود استعفا کرد و سرپرست وزارت رفاه مقداد نجف‌نژاد را با حکمی دو ساله به عنوان مدیر جدید باشگاه منصوب نمود،

## آثار
- بررسی کارکردهای انواع عقل در سیاست گذاری عمومی جمهوری اسلامی ایران، حسین قریب، ناشر: پژوهشگاه علوم انسانی و مطالعات فرهنگی
- دولت عقلانی، حسین قریب، ناشر: پژوهشگاه علوم انسانی و مطالعات فرهنگی